# Isabelle Catherine van Assche
Isabelle Catherine van Assche-Kindt či Isabel nebo Isabella (23. listopadu 1794, Brusel – ?) byla belgická malířka krajinářka, narozená v Bruselu. Byla žákyní svého strýce Henriho Van Asscheho. Její sestra, Amélie van Assche, byla také malířka, stala se dvorní malířkou belgické královny Luisy Marie Orleánské. Již v letech 1812 a 1813 byly dva její akvarely vystaveny v Gentu a v Bruselu. Vystavovala v Gentu v roce 1826, 1829 (kde získala první cenu) a 1835; v Bruselu v letech 1827 a 1842; v Antverpách v letech 1834, 1837 a 1840; a v Lutychu v roce 1836. Všechny její obrazy byly inspirovány okolím Bruselu. Jeden z jejích obrazů patří do královské sbírky v Haarlemu. V roce 1828 se provdala za Charlese Leona Kindta.